# Heteromycteris hartzfeldii
Heteromycteris hartzfeldii és un peix teleosti de la família dels soleids i de l'ordre dels pleuronectiformes.

## Hàbitat
Viu a les badies i estuaris.

## Distribució geogràfica
Es troba a les costes d'Indonèsia, les Filipines i Papua Nova Guinea.